# Parafia Matki Bożej Pocieszenia w Bielewie
Parafia Matki Bożej Pocieszenia w Bielewie – parafia rzymskokatolicka, znajdująca się w archidiecezji poznańskiej, w dekanacie krzywińskim.